# High (canción de The Cure)
«High» es el vigesimoquinto sencillo editado por la banda británica The Cure, y el primero en ser extraído de su álbum de 1992 Wish.
El sencillo alcanzó la primera posición en la lista Modern Rock Tracks de Billboard, el número seis en la lista de sencillos irlandesa y el número ocho en la lista UK Singles Chart del Reino Unido. Llegó al número cinco en Australia y al número cuatro en Nueva Zelanda.

## Lista de canciones
Sencillo de 7"
1. «High»
2. «This Twilight Garden»

Sencillo de 12"
1. «High»
2. «This Twilight Garden»
3. «Play»
4. «High» (Higher Remix)

Sencillo de 12" (Edición limitada de vinilo transparente)
1. «High» (Trip Mix)
2. «Open» (Fix Mix)

CD
1. «High»
2. «This Twilight Garden»
3. «Play»
4. «High» (Higher Remix)

## Posicionamiento en listas
| Lista (1992)                                         | Máxima posición |
| ---------------------------------------------------- | --------------- |
| Alemania (Offizielle Deutsche Charts)                | 14              |
| Australia (ARIA)                                     | 5               |
| Austria (Ö3 Austria Top 40)                          | 27              |
| Bélgica (Flandes) (Ultratop 50)                      | 21              |
| Canadá (RPM Top Singles)                             | 41              |
| España (AFYVE)                                       | 19              |
| Estados Unidos (Billboard Hot 100)                   | 42              |
| Estados Unidos (Alternative Airplay)                 | 1               |
| Estados Unidos (Hot Dance Club Songs)                | 22              |
| Estados Unidos (Dance Singles Sales)                 | 27              |
| Francia (SNEP)                                       | 11              |
| Irlanda (IRMA)                                       | 6               |
| Nueva Zelanda (Recorded Music NZ)                    | 4               |
| Países Bajos (Dutch Top 40)                          | 35              |
| Países Bajos (Mega Single Top 100)                   | 37              |
| Reino Unido (UK Singles Chart)                       | 8               |
| Reino Unido (Official Charts Company) "High" (remix) | 44              |
| Suecia (Sverigetopplistan)                           | 18              |
| Suiza (Schweizer Hitparade)                          | 14              |

## Músicos
- Robert Smith — voz, teclado, bajo de seis cuerdas.
- Porl Thompson — guitarra
- Simon Gallup — bajo
- Boris Williams — batería
- Perry Bamonte — bajo de seis cuerdas, teclado.

## Otros Usos
- La canción fue utilizada en la banda sonora de la película de 2004, Jersey Girl.[21]